# Teofilo Chantre
Teofilo Chantre (* 1964 auf der Insel São Nicolau, Kap Verden) ist ein kapverdischer Sänger, Songwriter und Textdichter.

## Leben und Schaffen
Teofilo Chantre wurde auf der zu den kapverdischen Inseln gehörenden Insel São Nicolau geboren. Mit 13 Jahren kam er mit seiner Familie nach Frankreich, wo er 25 Jahre lang lebte. Schon als Jugendlicher schrieb er erste Songs.
1993 gründete er seine Band und veröffentlichte sein erstes Album. Mit Cesária Évora und Tito Paris gehört er zu den bedeutenden Musikinterpreten des Landes. Für Evora schrieb er den Text zum Lied „Aussencia“, das die Filmmusik von Emir Kusturicas Film „Underground“ wurde.
Chantre sang auch zusammen mit Cesaria Evora und brachte ein Album mit auf Französisch gesungenen Liedern heraus. Seinen bedeutendsten Auftritt in Europa hatte er im legendären Olympia in Paris.
Seine Musik ist vor allem beeinflusst durch kapverdische (Morna), brasilianische, afrikanische und kubanische Musik.

## Werk (Alben)
- Terra & Cretcheu, 1993
- Di Alma, 1997
- Rodatempo, 2000
- Live, 2002
- Azulando, 2004
- Viaja, 2008
- MeStissage, 2011